# Cymodusa rufiventris
Cymodusa rufiventris là một loài tò vò trong họ Ichneumonidae.